# Баррон (Вісконсин)
Баррон (англ. Barron) — місто (англ. city) в США, в окрузі Беррон штату Вісконсин. Населення — 3733 особи (2020).

## Географія
Баррон розташований за координатами 45°24′8″ пн. ш. 91°50′40″ зх. д. / 45.40222° пн. ш. 91.84444° зх. д. (45.402192, -91.844351).  За даними Бюро перепису населення США в 2010 році місто мало площу 7,67 км², з яких 7,45 км² — суходіл та 0,22 км² — водойми.

## Демографія
Згідно з переписом 2010 року, у місті мешкали 3423 особи в 1422 домогосподарствах у складі 829 родин. Густота населення становила 446 осіб/км².  Було 1526 помешкань (199/км²).
Расовий склад населення:
| - 87,2 % — білих - 8,8 % — чорних або афроамериканців - 0,8 % — корінних американців - 0,7 % — азіатів |

До двох чи більше рас належало 1,7 %. Частка іспаномовних становила 3,0 % від усіх жителів.
За віковим діапазоном населення розподілялося таким чином: 21,9 % — особи молодші 18 років, 59,9 % — особи у віці 18—64 років, 18,2 % — особи у віці 65 років та старші. Медіана віку мешканця становила 39,1 року. На 100 осіб жіночої статі у місті припадало 103,6 чоловіків;  на 100 жінок у віці від 18 років та старших — 104,7 чоловіків також старших 18 років.
Середній дохід на одне домашнє господарство  становив 48 849 доларів США (медіана — 47 375), а середній дохід на одну сім'ю — 56 052 долари (медіана — 51 442). Медіана доходів становила 24 350 доларів для чоловіків та 24 984 долари для жінок. За межею бідності перебувало 12,7 % осіб, у тому числі 22,1 % дітей у віці до 18 років та 14,9 % осіб у віці 65 років та старших.
Цивільне працевлаштоване населення становило 1745 осіб. Основні галузі зайнятості: виробництво — 49,6 %, роздрібна торгівля — 12,7 %, освіта, охорона здоров'я та соціальна допомога — 11,0 %.